# Urartu
Urartu (arménsky Ուրարտու, Urartu) bylo starověké arménské království rozkládající se na náhorní plošině mezi Malou Asií, Kavkazem a Mezopotámií, později nazývané Arménská vysočina. Střed tvořilo Vanské jezero (dnešní východní Turecko), někdy se proto užívá označení Vanské království. Urartské království existovalo v letech cca 860 př. n. l. až 585 př. n. l. Urartu je také historicky prvním známým arménským královstvím.

## Poloha
Urartská říše měla rozlohu něco přes 500 000 km² a sahala od řeky Kura až ke svahům Tauru a od Eufratu až po Kaspické moře.

## Historie

### Počátky (13.–9. století př. n. l.)
První zmínky pocházejí z asyrských nápisů Salmanassara I. (cca 1270 př. n. l.), kde je zmíněn stát Uruartri jako jedno z malých království volné konfederace Nairi v Arménské vysočině. Tento státeček se rozkládal v okolí Vanského jezera. Další zmínky pocházejí z výpravy asyrského krále Tiglatpilesara I., který během svého tažení došel až k Vanskému jezeru.
Uruartri se v asyrských nápisech objevuje znovu až v 9. století jako mocný stát na severu. Státy sdružené v konfederaci Nairi byli sjednoceny pod vládou krále Aramea (cca 860–843 př. n. l.), avšak Asyřané pod vedením Salmanassara III. zničili významné urartské („královské“) město Arzaškun, ležící pravděpodobně někde mezi jezerem Urmia a Vanským jezerem. V nápisech se můžeme dočíst, že Salmanasarova vojska „očistila“ své zbraně ve Vanském jezeře.

### Vzestup k moci (9. století – 714 př. n. l.)

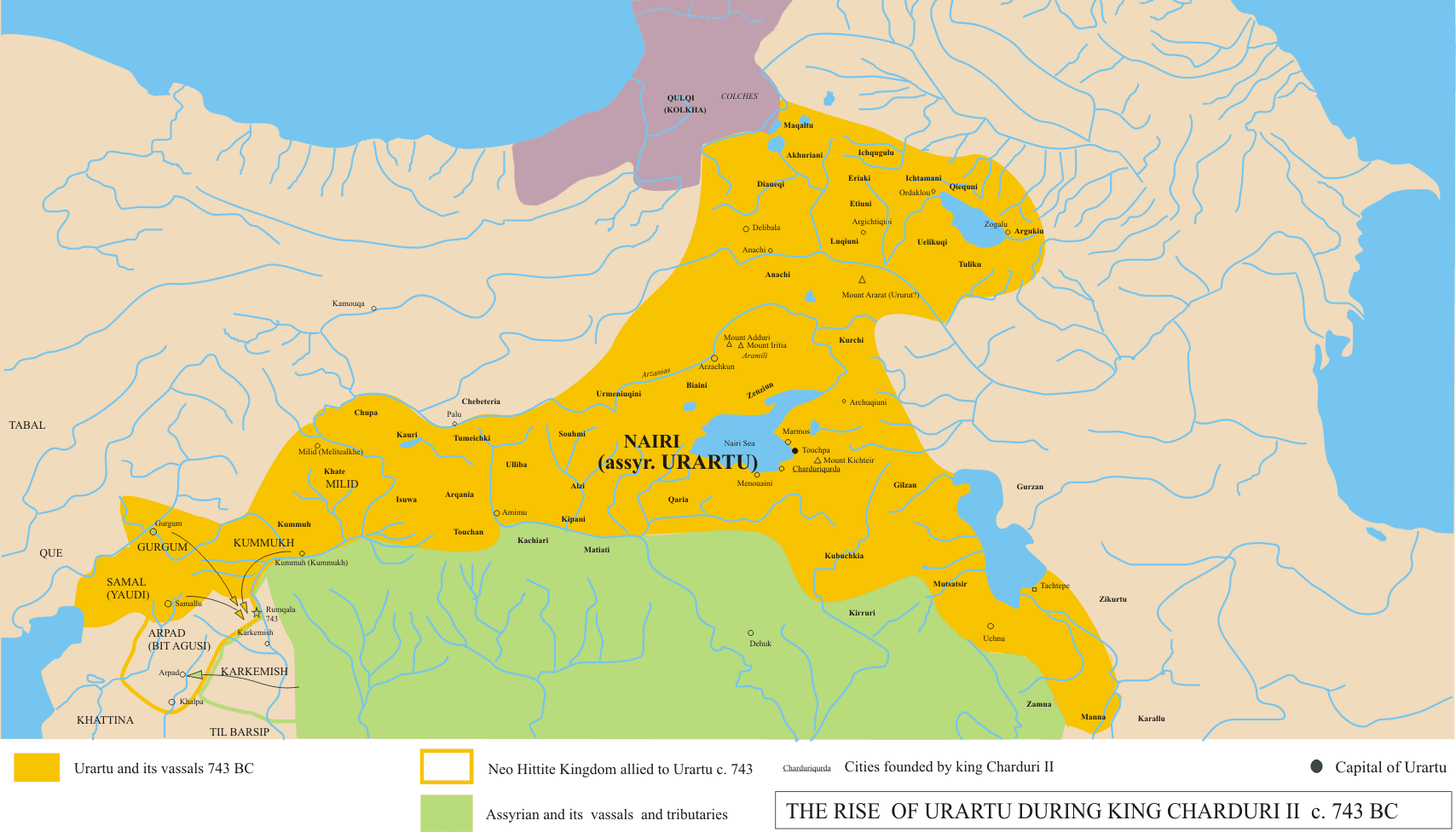
Urartu v době největší slávy – 743 př. n. l.

Sarduri I., syn Lutipriho, v pořadí třetí známý král Urartu, se jako první dokázal Asyřanům ubránit a vystavěl na východním břehu jezera Van nové hlavní město Tušpa (dnešní Van).
Jeho nástupce Išpuini (cca 828–810 př. n. l.) dobyl území mezi Vanem a Urmií, a později obsadil i sousední království Musasir. Ze stejnojmenného centra této oblasti vytvořil náboženské středisko celé říše. Poté, co porazil armádu Šamší-Adada V. a podnikl výpravy i na jeho území, se začal nazývat, stejně jako kdysi asyrští králové, „král veškerenstva“. Dokázal se prosadit i na území jižně od Urmijského jezera a zmocnil se zde několika měst, která dříve podléhala Asýrii.
Také jeho syn Menua (cca 810–785 př. n. l.) pokračoval v expanzivní politice Urartu. Na severu se hranice posunuly až za horu Ararat, na jejímž úpatí postavil město Menuachinili, a na jihu obsadil oblast horního toku Tigridu a pronikl až k Eufratu, kde si podrobil několik zemí, mezi nimi Alzi, Melid či Suchme. Velice významná je i jeho stavební činnost, k níž stejně jako Asyřané využíval válečné zajatce. Dal postavit několik chrámů, ale jeho nejvýznamnějším počinem byla stavba zavodňovacích kanálů. Vystavěl 70 km dlouhý kanál od řeky Hosap k městu Tušpa, které trpělo nedostatkem pitné vody, jelikož Vanské jezero je slané. Tento kanál je dodnes v provozu.
Menuovi nástupci v jeho díle pokračovali. Prvním byl jeho syn Argišti I. (asi 785–765 př. n. l.), který si podrobil celé okolí Urmijského jezera a na západě podnikl několik úspěšných výprav do Malé Asie. Největší pozornost však věnoval výpravám na sever, kde překročil řeku Araxés a podmanil si Zakavkazsko. Založil tam město Erebuni (dnešní Jerevan), do kterého byli přemístěni obyvatelé obsazených měst z povodí Eufratu. Za jeho vlády podnikl do Urartu neúspěšné vojenské tažení asyrský král Salmanassar IV.
Po něm nastoupil Sarduri II., za jehož vlády dosáhla říše své největší rozlohy. Urartské království sahalo na severu až téměř k Černému moři, na západě k pramenům Eufratu, na východě až k současnému Tabrízu a na jihu až k prameni Tigridu.

### Úpadek a zotavení se (714–640 př. n. l.)
V roce 714 př. n. l. království těžce snášelo nájezdy Kimmeriů a tažení Sargona II. Hlavní chrám v Musasiru byl vyloupen a urartský král Rusa I. byl Sargonem poražen u jezera Urmia. Avšak tyto nezdary byly pouze dočasné, a již Argišti II. (714–685 př. n. l.) obnovil moc Urartského království, přičemž zároveň udržoval mír s Asyrskou říší. To všechno pomohlo Urartu vstoupit do dlouhého období rozvoje a prosperity, které pokračovalo i během vlády Rusy II. (685–645 př. n. l.). Avšak během vlády dalších králů se moc království vytrácela a Urartu se stalo závislým na Novoasyrské říši, což potvrzuje i Sarduri III. (645–635 př. n. l.), který asyrského krále Aššurbanipala označoval jako „otce“.

### Pozdní období (640–580 př. n. l.)

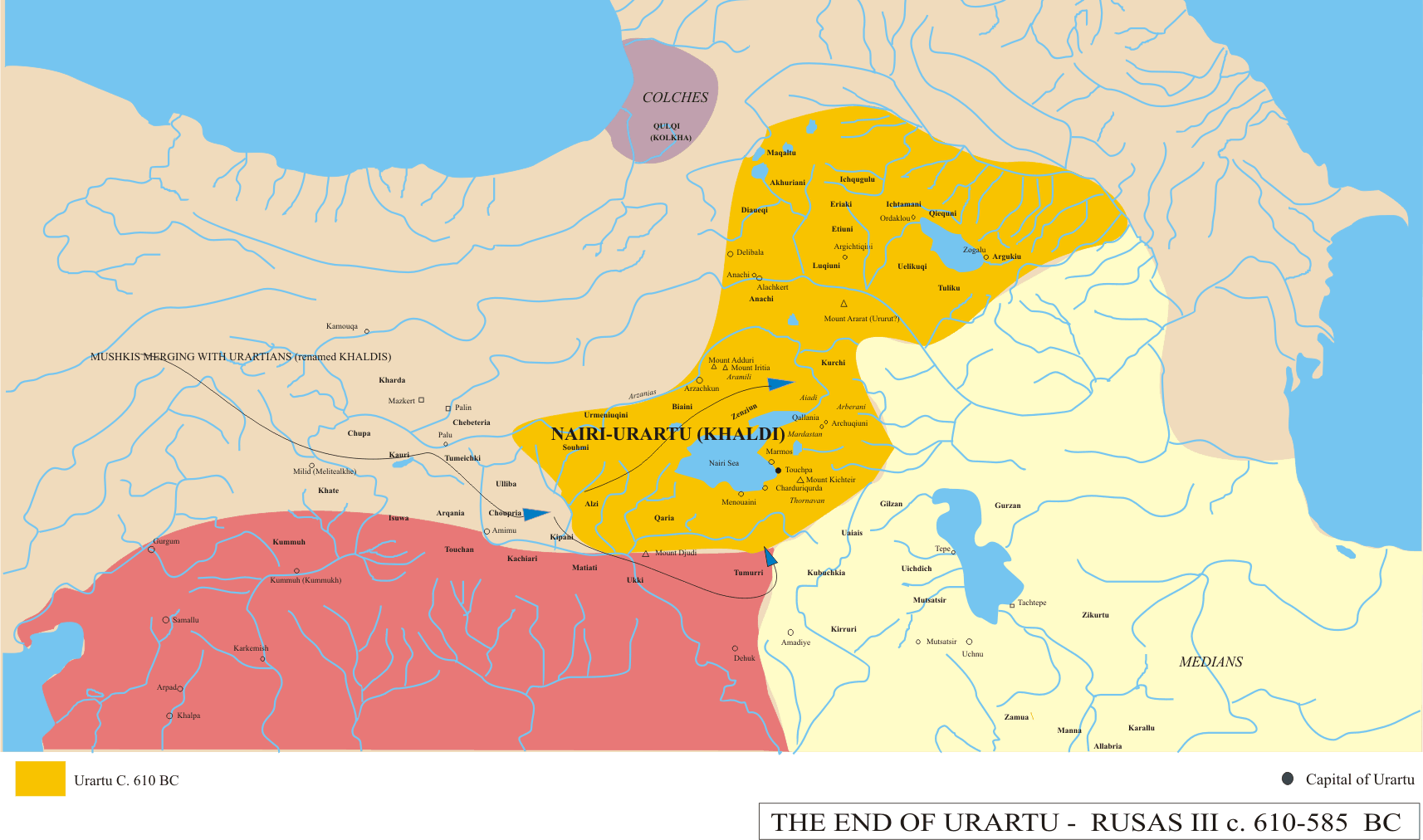
Soumrak Urartské říše za vlády Rusy III.

Podle Urartských klínových nápisů, nastoupili na trůn po Sardurovi III. ještě 3 králové – Erimena (635–620 př. n. l.), jeho syn Rusa III. (620–609 př. n. l.) a Rusa IV. (609–590 př. n. l.). Na zániku Urartu měli pravděpodobně svůj podíl i Skytové, kteří do této oblasti na konci 7. století př. n. l. vpadli. V roce 612 př. n. l. dobyl médský král Kyaxarés Novoasyrskou říši. Poslední ránu samostatnému urartskému státu zasadili nejspíše Médové při svém tažení proti Lýdii. Mnoho urartských ruin z té doby bylo prokazatelně zničeno požárem.
- Xenofón zapsal, že Arménie byla poprvé dobyta až médským králem Astyagem (585–550 př. n. l.).
- Strabon (1. století př. n. l.–1. století) napsal ve stejném duchu, že „Ve starých dobách, poté co rozbila říši Syřanů, vládla Velká Arménie celé Asii až do časů Astyaga, kdy se musela podrobit větší moci…“

Po krvavém zániku říše Urartu zaujali již na konci 6. století př. n. l. uprázdněné místo arménské kmeny.